# 高針原
高針原（たかばりはら）は、愛知県名古屋市名東区の地名。現行行政地名は高針原一丁目及び高針原二丁目。住居表示未実施。

## 地理
名古屋市名東区の南西部に位置し、東に猪高町大字高針、西に高針荒田、北に牧の原、南に天白区鴻の巣と接する。

## 歴史
大部分が江戸期まで愛知郡高針村であった地域にあたる。

### 町名の由来
猪高町大字高針の小字名「原」による。

### 行政区画の変遷
- 1995年（平成7年）12月2日 - 名東区猪高町大字高針（字原）・牧の原三丁目の各一部により同区高針原一丁目が、猪高町大字高針（字原・メクソ）の各一部により同区高針原二丁目がそれぞれ成立する[1]。

## 世帯数と人口
2019年（平成31年）4月1日現在の世帯数と人口は以下の通りである。
| 丁目         | 世帯数  | 人口    |
| ------------ | ------- | ------- |
| 高針原一丁目 | 209世帯 | 508人   |
| 高針原二丁目 | 385世帯 | 871人   |
| 計           | 594世帯 | 1,379人 |

### 人口の変遷
国勢調査による人口の推移
| 2000年（平成12年） | 1,218人 | [ 7 ]  |  |
| 2005年（平成17年） | 1,401人 | [ 8 ]  |  |
| 2010年（平成22年） | 1,449人 | [ 9 ]  |  |
| 2015年（平成27年） | 1,406人 | [ 10 ] |  |

## 学区
市立小・中学校に通う場合、学校等は以下の通りとなる。また、公立高等学校に通う場合の学区は以下の通りとなる。
| 丁目         | 番・番地等 | 小学校                 | 中学校                 | 高等学校 |
| ------------ | ---------- | ---------------------- | ---------------------- | -------- |
| 高針原一丁目 | 全域       | 名古屋市立牧の原小学校 | 名古屋市立牧の池中学校 | 尾張学区 |
| 高針原二丁目 | 全域       | 名古屋市立牧の原小学校 | 名古屋市立牧の池中学校 | 尾張学区 |

## 交通
- 名古屋高速2号東山線高針出入口
- 愛知県道59号名古屋中環状線

## 施設
- 高針公園
- イオンスタイル高針原

## その他

### 日本郵便
- 郵便番号 : 465-0073[4]（集配局：名東郵便局[13]）。